# Марсохід

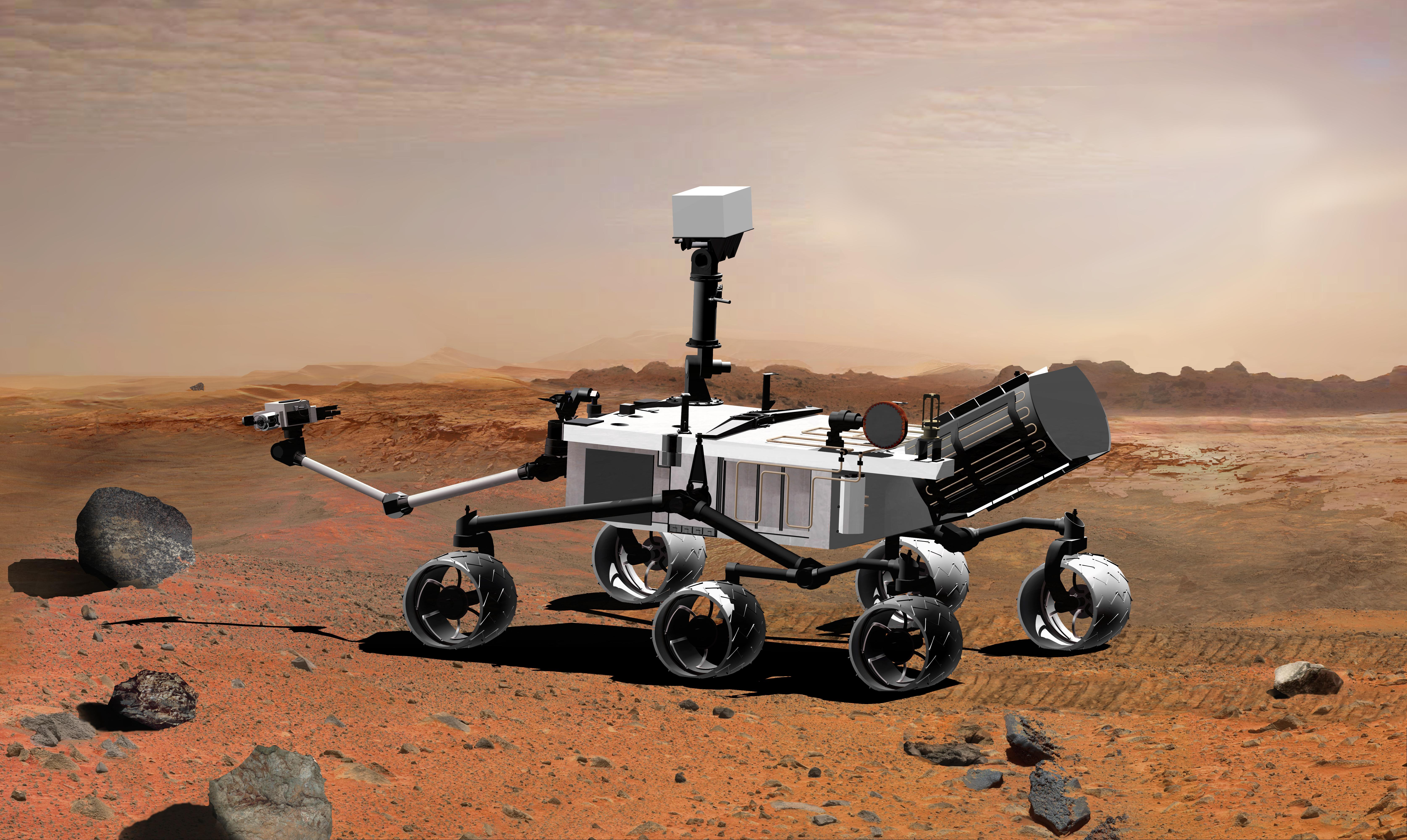
Марсохід «Марсіанська наукова лабораторія»

Марсохі́д — космічний апарат, планетохід призначений для дослідження планети Марс.
За весь час досліджень Марса на поверхні працювало шість марсоходів, три з них працюють станом на червень 2021 року. Усі вони керуються дистанційно командами із Землі і передали дослідникам різну інформацію.

## Перелік марсоходів

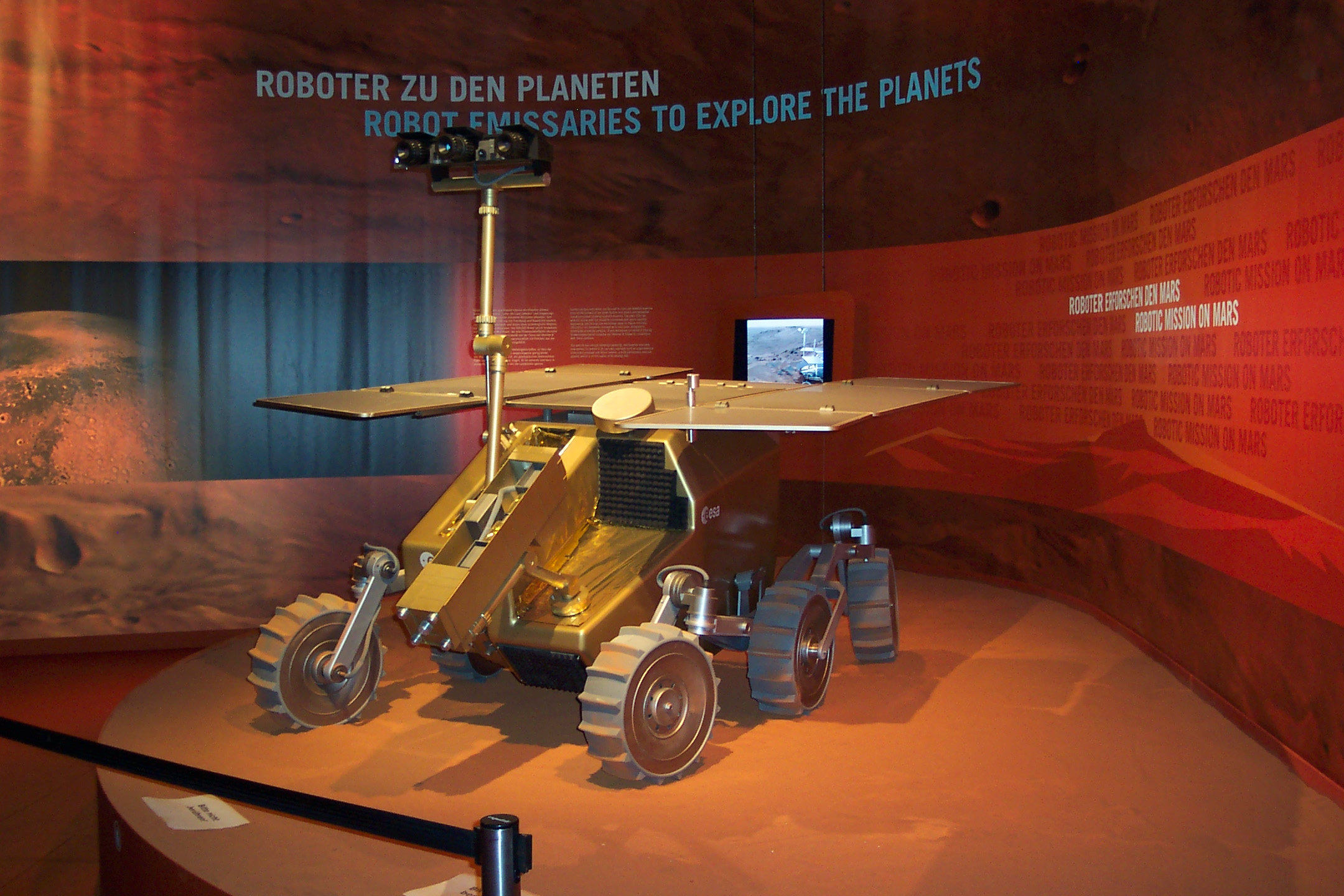
Макет марсохода «ЕкзоМарс»

- ПрОП-М — радянський марсохід, доставлений на Марс 1971 року. Місія не вдалася.
- Mars Pathfinder (або Sojourner) — працював на Марсі з 1997 року.
- «Спірит» (англ. Spirit) — працював на Марсі з січня 2004 року до березня 2010 року.
- «Оппортьюніті» (англ. Opportunity) — працював на Марсі з січня 2004 року до 16 лютого 2019 року.
- «К'юріосіті» — марсохід нового покоління, працює на Марсі з серпня 2012 року.
- «ЕкзоМарс» — марсохід Європейського космічного агентства, запуск не відбувся.
- «Персеверанс» (англ. Perseverance), запуск у 2020 році[1].
- «Чжужун» (частина китайської місії «Тяньвень-1») — розгорнутий на Марсі 22 травня 2021 року.

## Завдання

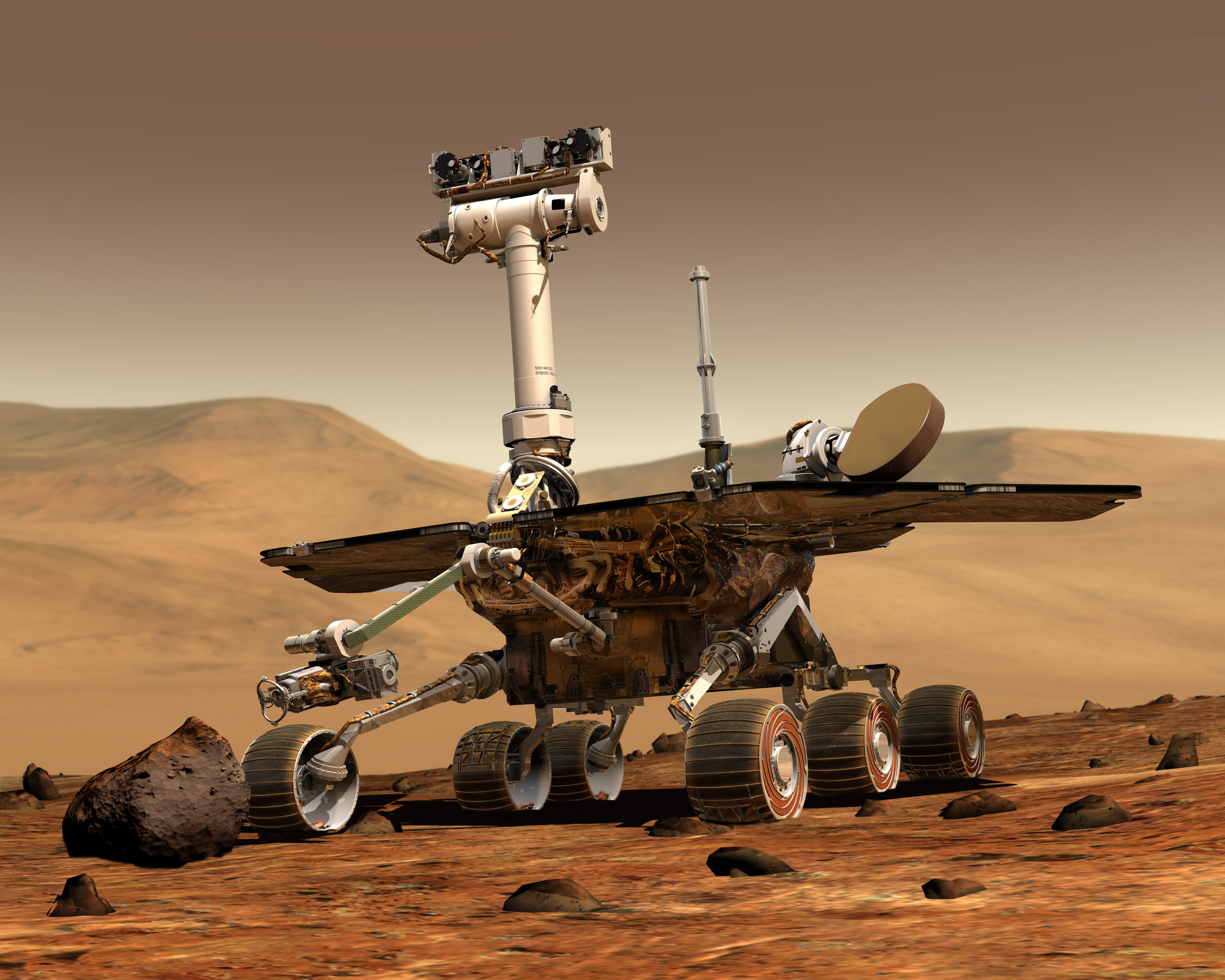
Так виглядають марсоходи-близнюки «Спірит» й «Оппортьюніті»

Детальна наукова інформація від Марсоходів змінюється залежно від обладнання на борту. Основна мета «Спіриту» і «Оппортьюніті» — виявлення «історії води на Марсі» (наявність корисної води значно знизить вартість польоту людини).
Чотири цілі довгострокової наукової програми дослідження Марса:
- Визначити, чи є (чи було коли-небудь) життя на Марсі
- Охарактеризувати клімат Марса
- Охарактеризувати геологію Марса
- Підготовка до освоєння людиною

## Порівняння марсоходів

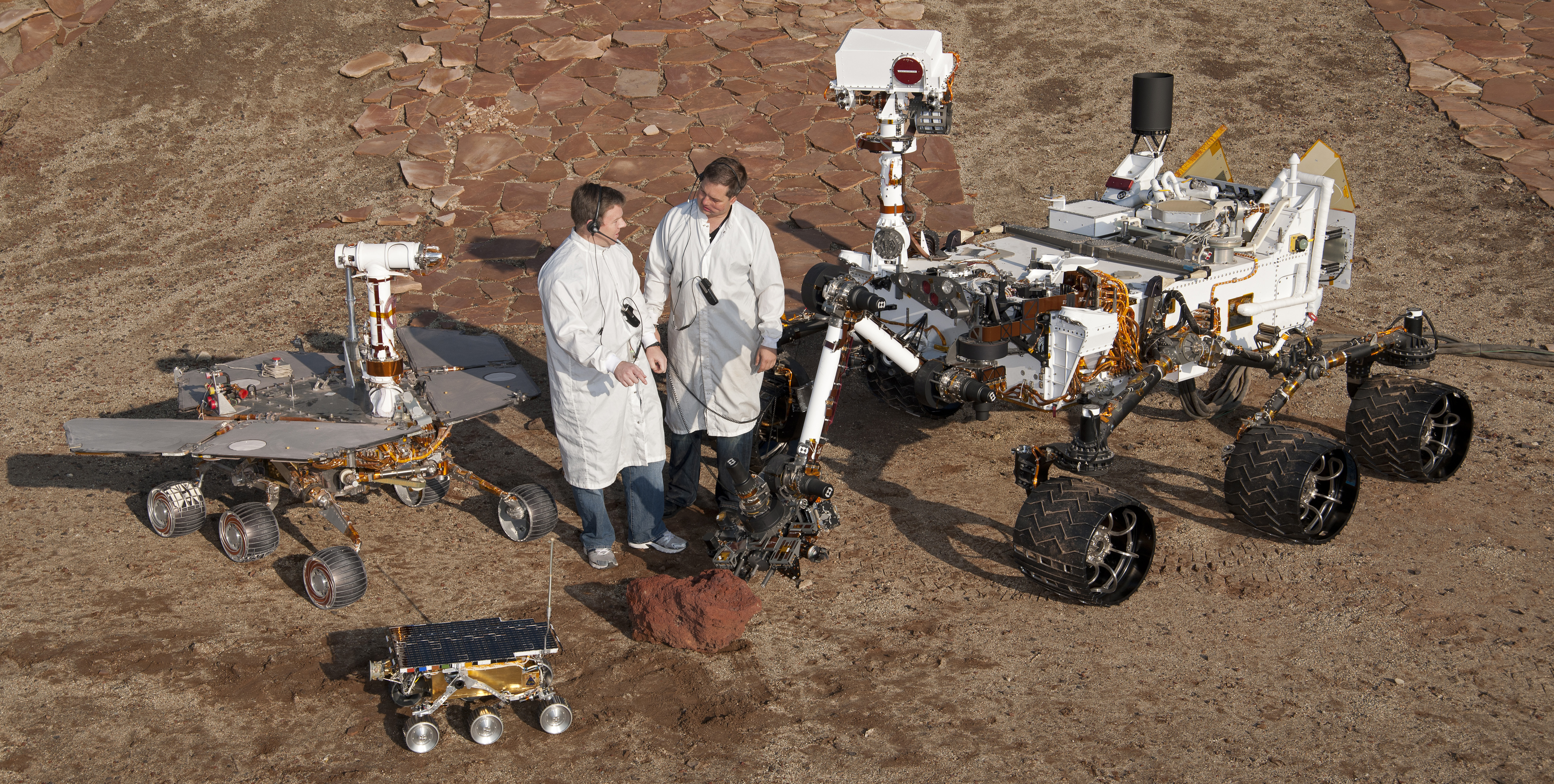
Моделі трьох марсоходів у порівнянні: «Соджорнер» (найменший), «Оппортьюніті» (середній), «К'юріосіті» (найбільший).

|                                  | Кьюріосіті      | MER             | Sojourner       |
| -------------------------------- | --------------- | --------------- | --------------- |
| Запуск                           | 2011            | 2003            | 1996            |
| Маса (кг)                        | 899             | 174             | 10,6            |
| Розміри (В метрах, Д×Ш×В)        | 3,1 × 2,7 × 2,1 | 1,6 × 2,3 × 1,5 | 0,7 × 0,5 × 0,3 |
| Енергія (кВт/сол)                | 2,5—2,7         | 0,3—0,9         | < 0,1           |
| Наукові інструменти              | 10              | 5               | 4               |
| Максимальна швидкість (см/сек)   | 4               | 5               | 1               |
| Передача даних (МБ/добу)         | 19—31           | 6—25            | < 3,5           |
| Продуктивність (MIPS)            | 400             | 20              | 0,1             |
| Пам'ять (МБ)                     | 256             | 128             | 0,5             |
| Розрахунковий район посадки (км) | 20 × 7          | 80 × 12         | 200 × 100       |

## Цікаво
На думку деяких дослідників марсоходи можуть занести земні бактерії на Марс.